# Shāh Kolā-ye Sūrak
Shāh Kolā-ye Sūrak (persiska: شاه كلا سورك, شاه كُلا) är en ort i Iran.   Den ligger i provinsen Mazandaran, i den norra delen av landet, 130 km nordost om huvudstaden Teheran. Shāh Kolā-ye Sūrak ligger 17 meter över havet och antalet invånare är 401.
Terrängen runt Shāh Kolā-ye Sūrak är platt. Runt Shāh Kolā-ye Sūrak är det ganska tätbefolkat, med 149 invånare per kvadratkilometer. Närmaste större samhälle är Āmol, 10,1 km sydväst om Shāh Kolā-ye Sūrak. Trakten runt Shāh Kolā-ye Sūrak består till största delen av jordbruksmark.